# فرودگاه موپاه
فرودگاه موپاه (به انگلیسی: Mopah Airport) یک فرودگاه همگانی با کد یاتا MKQ است که یک باند فرود آسفالت دارد و طول باند آن ۱۸۵۰ متر است. این فرودگاه در کشور اندونزی قرار دارد و در ارتفاع ۳ متری از سطح دریا واقع شده‌است.